# Tetanolysin
Tetanolysin ist ein durch das Bakterium Clostridium tetani bei anaeroben Wundinfektionen (Tetanus) gebildetes Exotoxin. Im Unterschied zum wichtigeren Tetanospasmin (dem eigentlichen Tetanustoxin) wirkt Tetanolysin hämolytisch. Das Protein weist eine molare Masse von 55 kDa auf. Es wirkt als porenbildendes Toxin aus der Gruppe der Cholesterol-abhängigen Zytolysine ähnlich Streptolysin O und bindet an Cholesterin.